# Halterophora fulva
Halterophora fulva — вид найпростіших, що належить до монотипового роду  Halterophora.